# Кубок Грузії з футболу 2001—2002
Кубок Грузії з футболу 2001–2002 — (також відомий як Кубок Давида Кіпіані) 12-й розіграш кубкового футбольного турніру у Грузії. Титул вдруге здобув Локомотив (Тбілісі).

## Календар
| Раунд      | Дата                           | Матчі | Клуби  |
| ---------- | ------------------------------ | ----- | ------ |
| 1/8 фіналу | 31 жовтня/14-21 листопада 2001 | 16    | 16 → 8 |
| 1/4 фіналу | 6 березня/3 квітня 2002        | 8     | 8 → 4  |
| 1/2 фіналу | 23 квітня/4 травня 2002        | 4     | 4 → 2  |
| Фінал      | 26 травня 2002                 | 1     | 2 → 1  |

## 1/8 фіналу
| Команда 1                   | Заг.    | Команда 2             | 1-й матч | 2-й матч |
| --------------------------- | ------- | --------------------- | -------- | -------- |
| 31 жовтня/14 листопада 2001 |         |                       |          |          |
| Мерані-91                   | 0:5     | Торпедо (Кутаїсі)     | 0:1      | 0:4      |
| Колхеті-1913 (Поті)         | 1:4     | Динамо (Батумі)       | 1:3      | 0:1      |
| Динамо (Тбілісі)            | 5:0     | Сіоні (Болнісі)       | 2:0      | 3:0      |
| Самгуралі (Цхалтубо)        | 0:3     | ВІТ Джорджія          | 0:2      | 0:1      |
| Локомотив (Тбілісі)         | 5:0     | Діла (Горі) (2)       | 3:0      | 2:0      |
| Горда (Руставі)             | 3:3 (ч) | Кобулеті (2)          | 2:0      | 1:3      |
| ТДУ Тбілісі (2)             | 4:2     | Металургі (Зестафоні) | 3:0      | 1:2      |
| 31 жовтня/21 листопада 2001 |         |                       |          |          |
| Гурія (Ланчхуті)            | 1:0     | Мілані (Цнорі) (2)    | 1:0      | 0:0      |

## 1/4 фіналу
| Команда 1               | Заг. | Команда 2           | 1-й матч | 2-й матч |
| ----------------------- | ---- | ------------------- | -------- | -------- |
| 6 березня/3 квітня 2002 |      |                     |          |          |
| ТДУ Тбілісі (2)         | 0:6  | Динамо (Тбілісі)    | 0:1      | 0:5      |
| ВІТ Джорджія            | 5:0  | Горда (Руставі)     | 1:0      | 4:0      |
| Гурія (Ланчхуті)        | 0:4  | Торпедо (Кутаїсі)   | 0:2      | 0:2      |
| Динамо (Батумі)         | 1:4  | Локомотив (Тбілісі) | 1:2      | 1:2      |

## 1/2 фіналу
| Команда 1               | Заг.         | Команда 2        | 1-й матч | 2-й матч |
| ----------------------- | ------------ | ---------------- | -------- | -------- |
| 23 квітня/4 травня 2002 |              |                  |          |          |
| Локомотив (Тбілісі)     | 1:0          | Динамо (Тбілісі) | 1:0      | 0:0      |
| Торпедо (Кутаїсі)       | 1:1 пен. 4:3 | ВІТ Джорджія     | 1:0      | 0:1      |

## Фінал
| 26 травня 2002 |

| Локомотив (Тбілісі)          | 2:0      | Торпедо (Кутаїсі) |
| ---------------------------- | -------- | ----------------- |
| Давіташвілі 33' Джанашія 60' | Протокол |                   |

| Динамо Арена імені Бориса Пайчадзе, Тбілісі Глядачів: 8 000 Арбітр: Кахабер Месхі |